# حق الهی پادشاهان

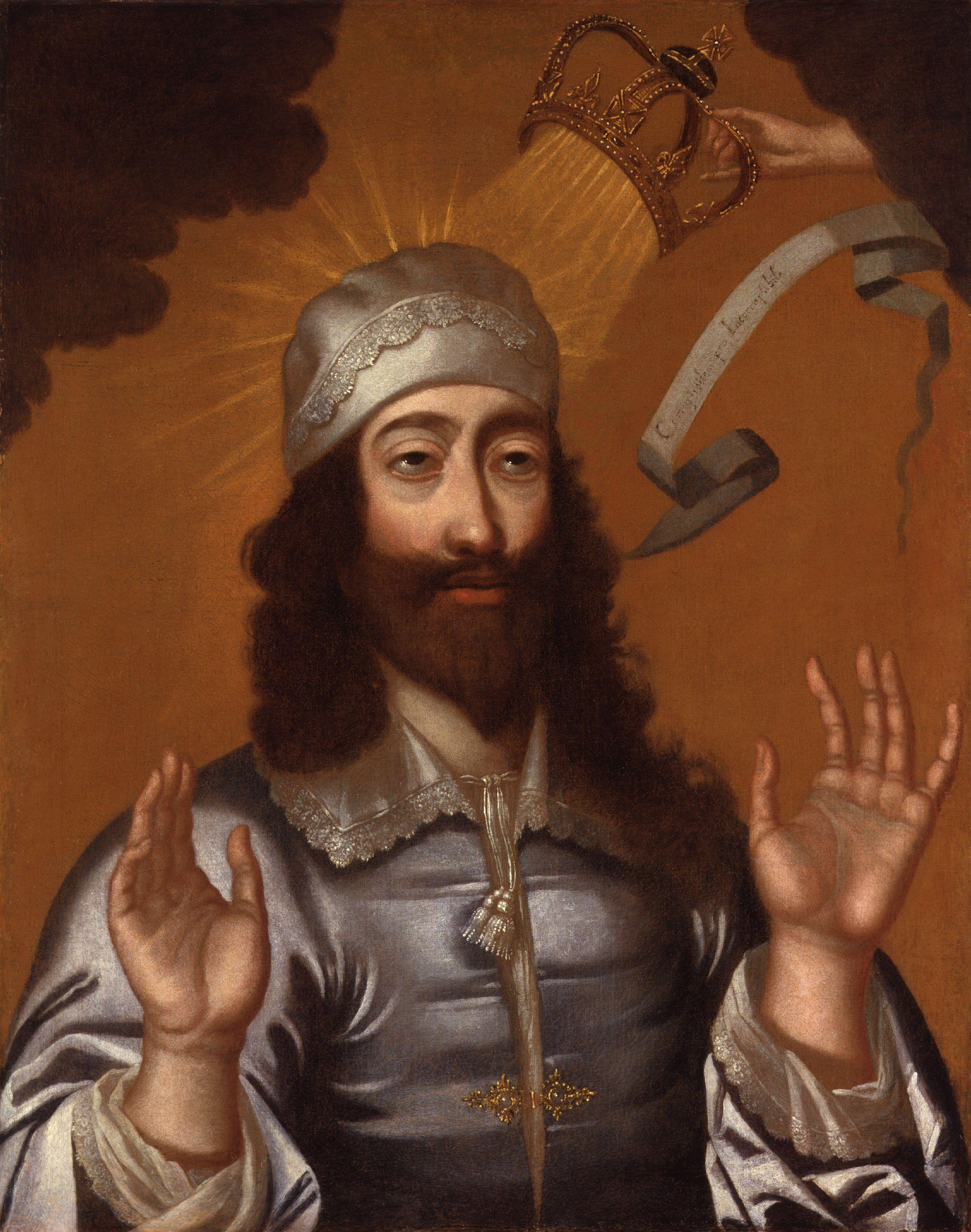
تصویری از چارلز اول که خدا تاج را بر روی سر او می گذارد و به او یک حالت مقدس می دهد توسط یک نقاش ناشناس

حق‌الهی پادشاهان (انگلیسی: Divine right of kings) یا حق‌الهی یا حکم خدا دکترین سیاسی و مذهبی پادشاهی و مشروعیت سیاسی است. براساس این نظریه پادشاه موضوع هیچ قدرت زمینی نیست و حق حکمرانی را مستقیماً از خدا دریافت می‌کند. در این نظریه گاه حکومت تحت فرمان خدا تلقی شده و گاه ادعا می‌شود که پادشاه همان خدا است؛ بنابراین مشروعیت و حق حکمرانی آنها نباید و نمی‌تواند از سوی قدرت‌های زمینی به چالش کشیده شود، زیرا به چالش کشیدن قدرت و مشروعیت آنها در واقع به چالش کشیدن خدا محسوب می‌شود. در نتیجه پادشاه موضوع اراده مردم، اشراف و نخبگان، و هیچ گروه و رسته اجتماعی دیگری نیست. بر اساس این نظریه تنها خدا می‌تواند در مورد پادشاه غیر عادل قضاوت کند و هر گونه تلاش برای عزل، برکناری یا محدود کردن قدرت پادشاه در حقیقت مخالفت با خدا و بی‌احترامی به مقدسات و شعائر مذهبی محسوب می‌شود.